# 華純沙那
華純 沙那（かすみ さな、12月1日 - ）は、宝塚歌劇団雪組に所属する娘役。
兵庫県宝塚市、市立西宮高等学校出身。身長160cm。愛称は「まる」、「まるこ」、「ミキ」。

## 来歴
2018年、宝塚音楽学校入学。
2020年、音楽学校卒業後、宝塚歌劇団に106期生として入団。入団時の成績は9番。月組公演「WELCOME TO TAKARAZUKA／ピガール狂騒曲」で初舞台。その後、雪組に配属。
2022年の「夢介千両みやげ」で新人公演初ヒロイン。
2023年の「双曲線上のカルテ」（ドラマシティ・日本青年館公演）で、東上公演初ヒロイン。

## 主な舞台

### 初舞台
- 2020年9 - 11月、月組『WELCOME TO TAKARAZUKA-雪と月と花と-』『ピガール狂騒曲』（宝塚大劇場のみ）

### 雪組時代
- 2021年1 - 4月、『fff-フォルティッシッシモ-』『シルクロード〜盗賊と宝石〜』[注釈 1]
- 2021年5 - 6月、『ほんものの魔法使』（バウホール・KAAT神奈川芸術劇場）
- 2021年8 - 11月、『CITY HUNTER』 - 新人公演：アルマ・ダヤン（本役：夢白あや）『Fire Fever!』
- 2022年1月、『Sweet Little Rock 'n' Roll』（バウホール） - ミリー
- 2022年3 - 6月、『夢介千両みやげ』 - 新人公演：お銀（本役：朝月希和）『Sensational!』 新人公演初ヒロイン[4][3]
- 2022年7 - 8月、『心中・恋の大和路』（ドラマシティ・日本青年館） - 女の子
- 2022年10 - 12月、『蒼穹の昴』 - 楊青筠、新人公演：珍妃（本役：音彩唯）
- 2023年2 - 3月、『海辺のストルーエンセ』（KAAT神奈川芸術劇場・ドラマシティ） - 侍女エリザベート・フォン・エイベン
- 2023年4 - 7月、『Lilac（ライラック）の夢路』 - 新人公演：コンスタンツ（本役：杏野このみ）『ジュエル・ド・パリ!!』
- 2023年8 - 9月、『双曲線上のカルテ』（ドラマシティ・日本青年館） - モニカ・アッカルド 東上初ヒロイン[5][6]
- 2023年12月、『ボイルド・ドイル・オンザ・トイル・トレイル』 - コニー・ドイル『FROZEN HOLIDAY（フローズン・ホリデイ）』（宝塚大劇場） エトワール
- 2024年1 - 2月、『ボイルド・ドイル・オンザ・トイル・トレイル』 - コニー・ドイル、新人公演：ビアトリス・エリザベス・B・ハリスン（本役：音彩唯）『FROZEN HOLIDAY（フローズン・ホリデイ）』（東京宝塚劇場）
- 2024年4 - 5月、『仮面のロマネスク』 - セシル・ブランシャール『Gato Bonito!!』（全国ツアー）
- 2024年7 - 10月、『ベルサイユのばら-フェルゼン編-』 - 小公女、新人公演：モンゼット侯爵夫人（本役：万里柚美）
- 2024年11 - 12月、『愛の不時着』（東京建物 Brillia HALL・梅田芸術劇場）- ソ・ダン
- 2025年3 - 6月、『ROBIN THE HERO』- スカーレット・パーカー、新人公演：精霊シルフ（本役：愛羽あやね）『オーヴァチュア!』
- 2025年8月、『ステップ・バイ・ミー』（宝塚バウホール） - ジェシカ
- 2025年11 - 2026年2月、『ボー・ブランメル〜美しすぎた男〜／Prayer〜祈り〜』

## 出演イベント
- 2023年12月、和希そらディナーショー『Vie.』[7]